# 羅茲盧奇
49°14′9″N 22°58′41″E / 49.23583°N 22.97806°E

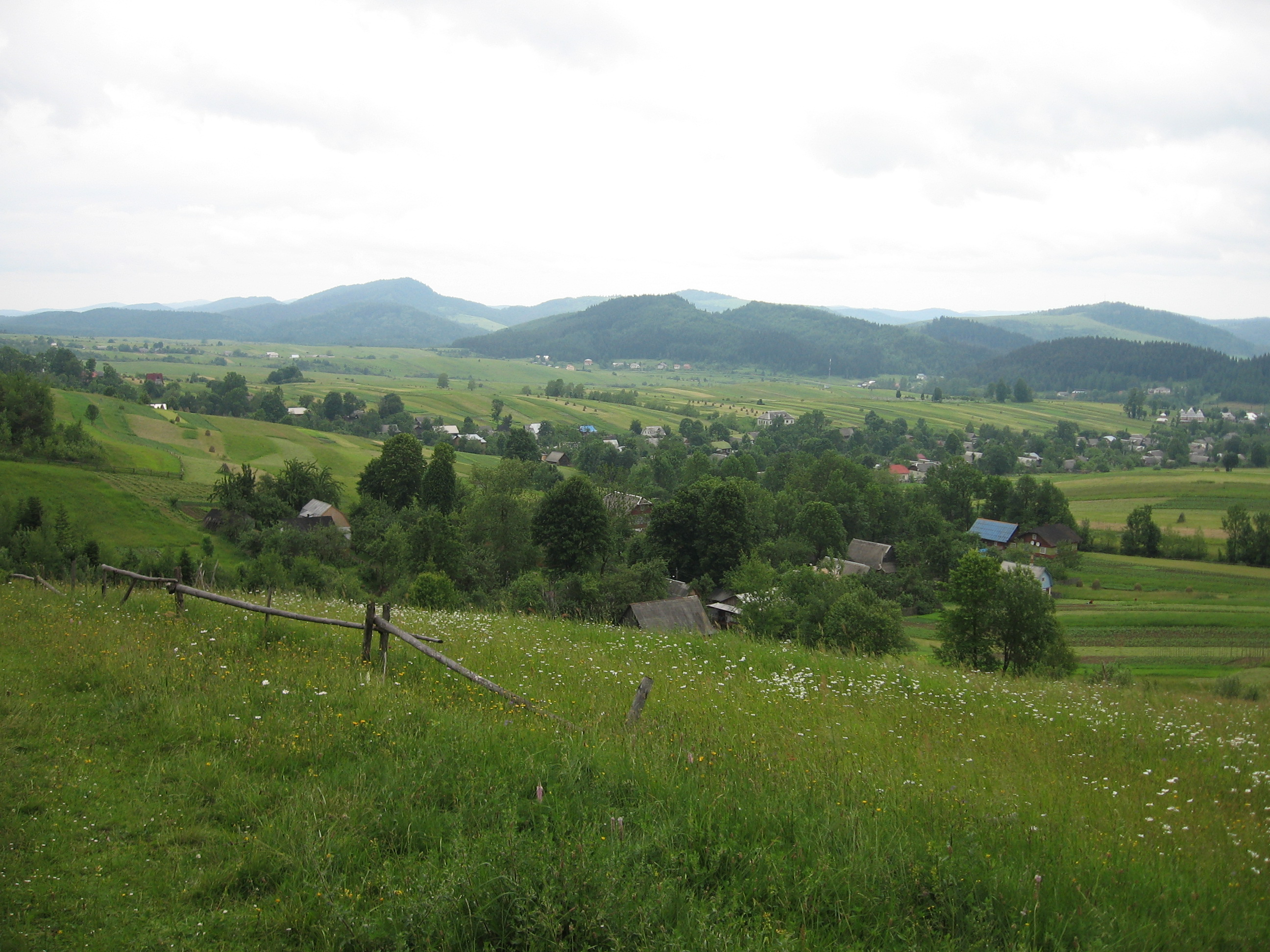

羅茲盧奇（烏克蘭語：Розлуч），是烏克蘭西部的村莊，隸屬利維夫州的桑比爾區。該村始建於1511年，面積2.2平方公里，海拔高度573米，2001年人口1,268，人口密度每平方公里576.36人。